# Assemblea nazionale (Repubblica di Cina)
L'Assemblea nazionale (國民大會T, Guómín DàhuìP) designa distinti organi parlamentari della Repubblica di Cina.
L'Assemblea nazionale della  Repubblica di Cina fu fondata nel 1913, in seguito al rovesciamento della precedente dinastia Qing, come la prima legislatura  democratica nella storia della Cina. Fu sciolta meno di un anno dopo, quando il presidente Yuan Shikai assunse il potere dittatoriale e si dichiarò Imperatore della Cina. Durante il periodo dei signori della guerra, l'Assemblea Nazionale è stata riesumata e sciolta più di una volta quando diversi signori della guerra combattevano per la conquista del potere e di legittimazione.
L'ultima Assemblea nazionale stabile venne istituita, nel 1947, nell'ambito della Costituzione della Repubblica di Cina come assemblea costituente e collegio elettorale e fu convocata nel 1948. Venne trasferita a Taiwan nel 1949 dopo che il Kuomintang (KMT) aveva perso la Cina continentale nella Guerra civile cinese. Negli anni 1990, i suoi poteri parlamentari furono gradualmente trasferiti allo Yuan legislativo prima che gli emendamenti costituzionali la rendessero un corpo dormiente nel 2000 e completamente defunta nel 2005.

## Primi tempi della Repubblica

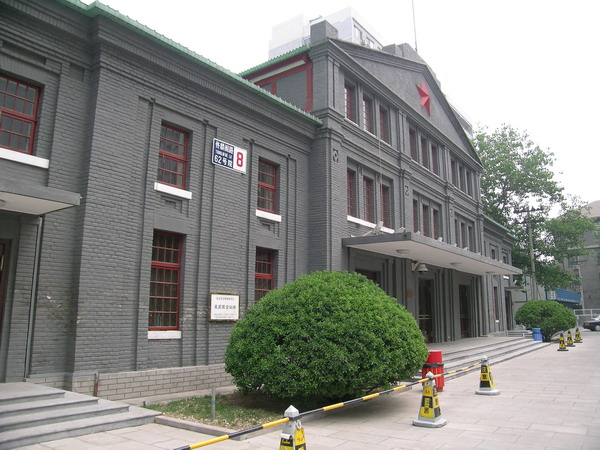
L'edificio dell'Assemblea nazionale a Pechino dove si riunì la prima legislatura della Repubblica di Cina nel 1913.

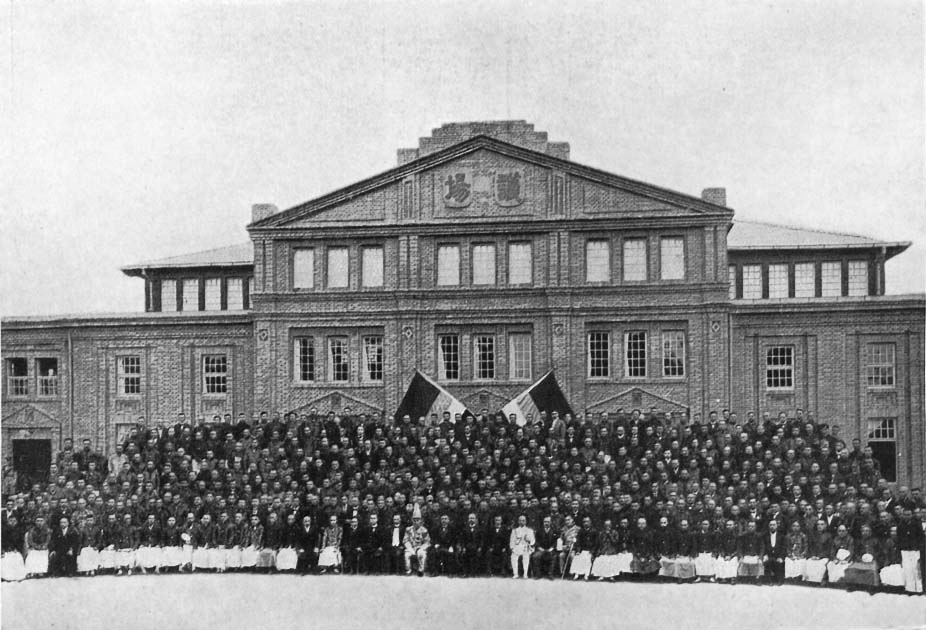
Riapertura dell'Assemblea nazionale, il 1º agosto 1916, dopo la guerra di protezione nazionale e la fine del breve impero di Yuan Shikai.

Le richieste di un'Assemblea nazionale facevano parte della piattaforma dei rivoluzionari che alla fine rovesciarono la dinastia Qing. In risposta, la dinastia Qing formò la prima assemblea nel 1910, ma era praticamente senza poteri e intesa solo come un corpo consultivo.
Dopo la rivoluzione Xinhai, si tennero delle elezioni che diedero luogo all'Assemblea Nazionale [bicamerale] del 1913, ma significativamente meno dell'1% votò a causa di genere, proprietà, tasse, residenza e requisiti di alfabetizzazione. Non si trattava di elezioni nazionali, ma di una serie di elezioni locali iniziate nel dicembre 1912 e concluse nel gennaio 1913. Il sondaggio era indiretto, in quanto gli elettori sceglievano gli  elettori che a loro volta, sceglievano i delegati, in alcuni casi a seguito di corruzione. Il Senato venne eletto dalle assemblee provinciali. Il presidente dovette scegliere i 64 membri rappresentanti  Tibet,  Mongolia esterna e cinesi d'oltremare per ragioni pratiche. Tuttavia, queste elezioni videro la partecipazione di oltre 300 gruppi civici e furono le elezioni nazionali più competitive della storia cinese.
I risultati elettorali diedero una chiara pluralità al Kuomintang, che ottenne 392 degli 870 seggi, ma ci fu confusione poiché molti candidati erano membri in più parti contemporaneamente. Diversi eletti cambiarono bandiera dopo le elezioni, dando ai Kuomintang 438 posti. Per ordine di posti, i partiti repubblicano, unitario e democratico (precedentemente costituzionalista) si fusero successivamente nel  Partito progressista sotto Liang Qichao.
Il capo del Kuomintang Song Jiaoren avrebbe dovuto diventare primo ministro, ma venne assassinato il 20 marzo. Un'indagine collegò il crimine a Zhao Bingjun e forse al presidente provvisorio, Yuan Shikai. L'assemblea si riunì, per la prima volta, l'8 aprile con un acceso dibattito sull'assassinio. Il Kuomintang era diviso sulle soluzioni da prendere su come affrontare Yuan. Il 2 luglio Sun Yat-sen guidò una fazione a ribellarsi contro Yuan, ma fu completamente sconfitto nel giro di due mesi. I membri dell'Assemblea nazionale vennero compromessi da minacce e tangenti da parte di Yuan che li confinò costringendoli ad eleggerlo presidente formale. Successivamente, mise fuori legge il Kuomintang ed espulse dall'assemblea i suoi rappresentanti. Senza un quorum, non si poteva convocare il parlamento, e così Yuan sciolse l'assemblea il 10 gennaio 1914.
Dopo la morte di Yuan, l'Assemblea nazionale si riunì di nuovo il 1º agosto 1916 con il pretesto che il suo mandato di tre anni era sospeso e non era scaduto, ma il presidente Li Yuanhong fu costretto a scioglierlo a causa del Restaurazione Manciù il 1º giugno 1917. 130 membri (principalmente del Kuomintang) si trasferirono a Guangzhou dove tennero una "sessione straordinaria" il 25 agosto sotto un governo rivale guidato da Sun Yat-sen e altri 120 seguirono rapidamente. Dopo che Vecchia cricca del Guangxi divenne dirompente, l'assemblea si trasferì temporaneamente a Kunming e in seguito a Chongqing sotto la protezione di Tang Jiyao finché Guangzhou fu liberata. Mancando il quorum, vennero inseriti nuovi membri nel 1919.
Nel governo Beiyang, il primo ministro Duan Qirui indisse le elezioni per una nuova assemblea. Diciassette province risposero, cinque province del sud boicottarono, e i delegati per il Tibet, Xinjiang e Qinghai furono scelti da Pechino. I voti venivano acquistati e venduti in un mercato aperto con prezzi costantemente fluttuanti, e frodi e abusi erano molto diffusi. Duan dominò questa assemblea con la sua ala politica della cricca di Anhui, con l'Anfu Club, che ottenne 342 dei 470 seggi, mentre il resto andò a Liang Shiyi (cricca delle Comunicazioni), Liang Qichao cricca della Ricerca o agli indipendenti. L'assemblea si riunì il 12 agosto 1918 per eleggere Xu Shichang alla presidenza. Questa assemblea durò fino al 30 agosto 1920 quando la cricca di Anhui fu sconfitta dalla cricca di Zhili nella Guerra Zhili-Anhui. Xu tenne elezioni nazionali nel 1921, ma solo undici province risposero e pertanto l'assemblea non si riunì mai.
En 1922,  Li Yuanhong fu rimesso alla presidenza di Pechino, e riconvocò l'assemblea del 1913, senza le altre aggiunte "straordinarie" del 1919, con il pretesto che i tre anni non erano finiti. Poiché il regime di Sun di Guangzhou era in disordine a causa della ribellione di Chen Jiongming, la maggior parte dei membri tornò a Pechino per la sua sessione del 1º agosto. L'assemblea fu completamente screditata quando elesse presidente Cao Kun dopo essere stata corrotta nel 1923. Per coprire la sua vergogna, l'assemblea terminò in fretta la costituzione su cui stava lavorando da un decennio. Fu infine sciolta dopo che Feng Yuxiang mise in atto il colpo di Pechino il 24 novembre 1924. Il mandato di tre anni di questa assemblea fu distribuito in undici anni e fu contrassegnato da corruzione, faziosità, assenze e infinite discussioni. 

## Costituzione del 1946

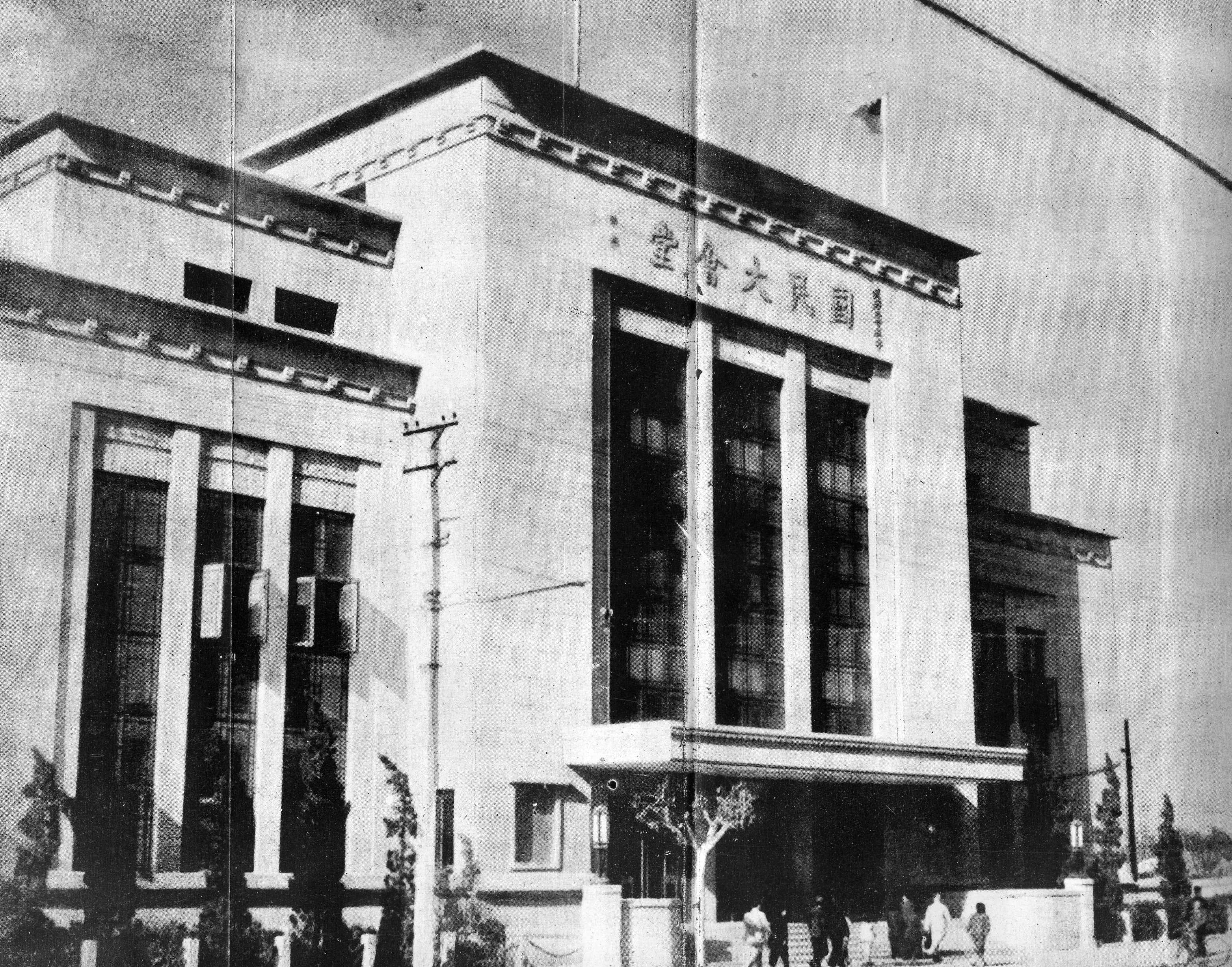
Edificio dell'Assemblea nazionale a Nanchino.

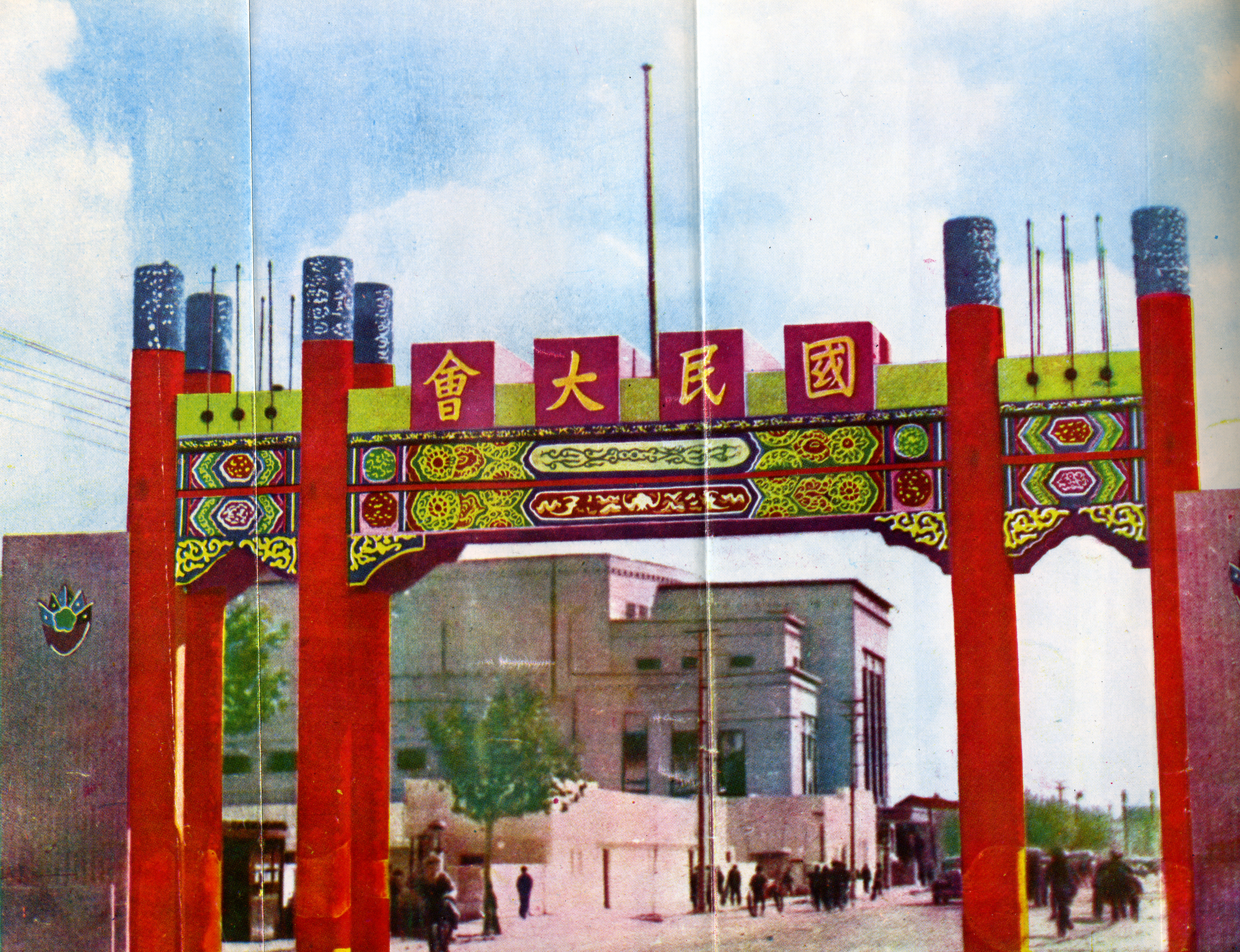
Paifang all'esterno dell'Assemblea nazionale a Nanchino nel 1947.

Nel 1946, l'Assemblea Costituente promulgò una nuova costituzione e la prima Assemblea Nazionale si riunì nel 1948 a Nanchino, allora capitale cinese. Poco dopo, nel 1949, la Cina continentale passò ai  comunisti a seguito della Guerra civile cinese, e l'Assemblea nazionale (insieme all'intero governo della ROC) fu trapiantata a Taipei. Oltre al KMT, le uniche parti legali erano il Partito socialista democratico e il Partito cinese della gioventù. 
Secondo la Costituzione, il principale compito della Convenzione Nazionale era di eleggere il Presidente e il Vice Presidente per un periodo di sei anni. Aveva anche il diritto di richiamare il presidente e il vicepresidente se non avessero adempiuto alle loro responsabilità politiche. Secondo la "Legge sui doveri dell'Assemblea nazionale", questa avrebbe potuto modificare la costituzione con una maggioranza di due terzi, con almeno tre quarti dei membri presenti e avrebbe anche potuto cambiare i confini territoriali. Dopo che il KMT si trasferì a Taiwan, il diritto di legiferare della Convenzione Nazionale fu messo in moratoria fino a quando, almeno la metà di tutte le contee della nazione furono nuovamente in grado di eleggere i rappresentanti tramite le loro assemblee dei rappresentanti di contea. Le responsabilità della Convenzione Nazionale derivavano dalle indicazioni del Dr. Sun Yat-sen.
La prima assemblea nazionale doveva essere eletta per un periodo di soli sei anni. Tuttavia, secondo la direzione del Kuomintang (KMT), la perdita della Cina continentale rese impossibile organizzare nuove elezioni, poiché tutte le province stavano subendo la "ribellione comunista". Di conseguenza, lo Yuan giudiziario decise che i membri originari dell'Assemblea nazionale dei collegi elettorali controllati dai comunisti dovevano continuare a rimanere in carica fino a che non si fossero tenute nuove elezioni. Le elezioni dell'Assemblea nazionale si tenevano ancora per sostituire i delegati dei territori sotto il controllo della ROC.

## Riforme degli anni 1990

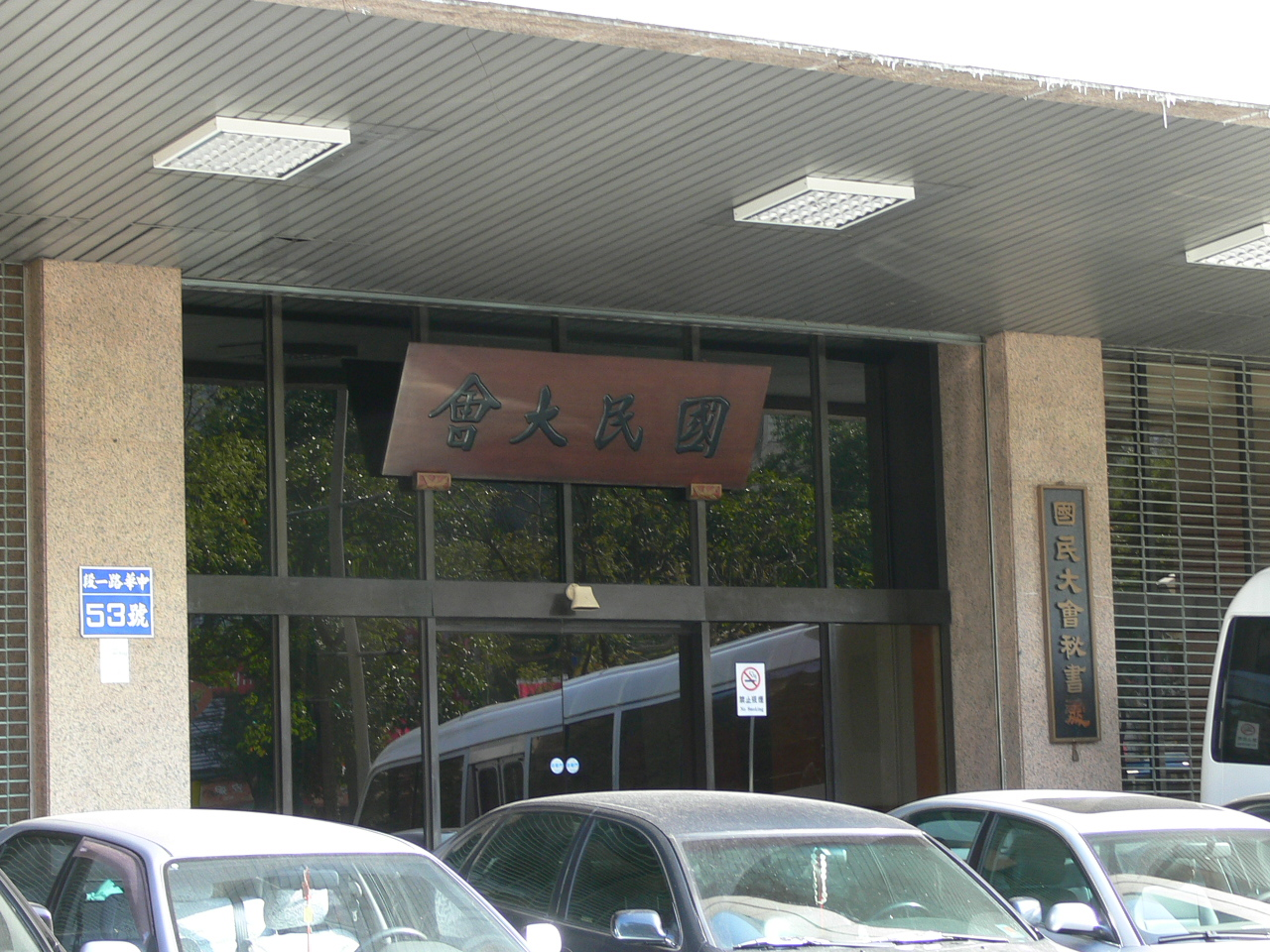
Il Segretariato dell'Assemblea nazionale a Taipei.

Come risultato di questa decisione, la stessa Assemblea Nazionale, eletta nel 1947, rimase in funzione per 43 anni, fino al 1991, quando nel quadro di una nuova legge costituzionale venne eletta la Seconda Assemblea Nazionale. Ci fu una forte obiezione all'Assemblea, che fu derisoriamente chiamata, dai critici, "Congresso dei diecimila anni" (萬年國會|萬年國會).
Poco dopo aver approvato le riforme costituzionali, nel 1991, l'Assemblea nazionale tenne elezioni dirette a dicembre. A seguito di un emendamento costituzionale del 1994, l'Assemblea divenne essenzialmente un'assemblea [costituente] permanente, in quanto l'altro importante ruolo dell'Assemblea, per eleggere il Presidente e il Vice Presidente della Repubblica di Cina, venne abolito. Le elezioni dirette per il presidente, il vicepresidente e l'assemblea si tennero simultaneamente nel marzo 1996. La maggior parte delle altre sue precedenti funzioni, come ascoltare l'indirizzo dello stato della nazione dal presidente e approvare le nomine, fatte dal presidente, degli alti gradi della magistratura e dei capi dello Yuan d'esame e di quello di controllo erano diventate funzioni dello Yuan legislativo.
Nel 1999, l'Assemblea approvò alcuni emendamenti costituzionali per estendere la durata in carica dell'Assemblea e dello Yuan legislativo, fortemente criticati dal pubblico. Poco dopo le elezioni presidenziali del 2000 venne fondato il Partito Prima il Popolo (PPP). I due partiti più importanti, Kuomintang e Partito Progressista Democratico, esclusero il PPP dall'Assemblea nazionale. Di conseguenza, le elezioni vennero annullate e i delegati furono selezionati "ad hoc" sulla base di una rappresentanza proporzionale. Ciò avvenne tramite elezioni speciali, tenute entro sei mesi da quando Yuan legislativo aveva proposto emendamenti costituzionali, chiedendo la sua autorità nella messa sotto accusa del presidente o vice presidente, o di pronunciarsi sulle modifiche ai confini nazionali. Tuttavia, nulla di ciò accade dal 2000 al 2004 e l'Assemblea nazionale non si è mai riunita durante questo periodo.